# Stilobezzia dubitans
Stilobezzia dubitans är en tvåvingeart som beskrevs av Lane, Forattini och Rabello 1955. Stilobezzia dubitans ingår i släktet Stilobezzia och familjen svidknott. Inga underarter finns listade i Catalogue of Life.